# Fuente (Carballo)
Fuente (en gallego y oficialmente, A Fonte) es un caserío del municipio coruñés de Carballo en Galicia, España. Según el INE, en 2019 tenía 24 habitantes, 12 hombres y 12 mujeres. En el gráfico de abajo se observa la evolución de su población desde el 2000, sacada del INE: